# Daniil Zuyev
Bản mẫu:Eastern Slavic name
Daniil Denisovich Zuyev (tiếng Nga: Даниил Денисович Зуев; sinh ngày 16 tháng 8 năm 1996) là một tiền vệ bóng đá người Nga. Anh thi đấu cho F.K. Amkar Perm.

## Sự nghiệp câu lạc bộ
Anh có màn ra mắt tại Giải bóng đá chuyên nghiệp quốc gia Nga cho F.K. Zenit-2 Sankt Peterburg vào ngày 22 tháng 4 năm 2014 trong trận đấu với FC Kolomna.

### Thống kê sự nghiệp
Tính đến 3 tháng 3 năm 2018
| Câu lạc bộ                   | Mùa giải             | Giải vô địch                | Giải vô địch | Giải vô địch | Cúp     | Cúp       | Châu lục | Châu lục  | Tổng cộng | Tổng cộng |
| Câu lạc bộ                   | Mùa giải             | Hạng đấu                    | Số trận      | Bàn thắng    | Số trận | Bàn thắng | Số trận  | Bàn thắng | Số trận   | Bàn thắng |
| ---------------------------- | -------------------- | --------------------------- | ------------ | ------------ | ------- | --------- | -------- | --------- | --------- | --------- |
| F.K. Amkar Perm              | 2012–13              | Giải bóng đá ngoại hạng Nga | 0            | 0            | 0       | 0         | –        | –         | 0         | 0         |
| F.K. Amkar Perm              | 2013–14              | Giải bóng đá ngoại hạng Nga | 0            | 0            | 0       | 0         | –        | –         | 0         | 0         |
| F.K. Zenit-2 Sankt Peterburg | 2013–14              | PFL                         | 4            | 0            | –       | –         | –        | –         | 4         | 0         |
| F.K. Zenit Sankt Peterburg   | 2013–14              | Giải bóng đá ngoại hạng Nga | 0            | 0            | –       | –         | 0        | 0         | 0         | 0         |
| F.K. Zenit Sankt Peterburg   | 2014–15              | Giải bóng đá ngoại hạng Nga | 0            | 0            | 0       | 0         | 0        | 0         | 0         | 0         |
| F.K. Zenit Sankt Peterburg   | 2015–16              | Giải bóng đá ngoại hạng Nga | 0            | 0            | 0       | 0         | 0        | 0         | 0         | 0         |
| F.K. Zenit Sankt Peterburg   | Tổng cộng            | Tổng cộng                   | 0            | 0            | 0       | 0         | 0        | 0         | 0         | 0         |
| FC Arsenal-2 Tula            | 2016–17              | PFL                         | 8            | 0            | –       | –         | –        | –         | 8         | 0         |
| FC Rubin Yalta               | 2017–18              | Crimean Premier League      | –            | –            | –       | –         | –        | –         | –         | –         |
| F.K. Amkar Perm              | 2017–18              | Giải bóng đá ngoại hạng Nga | 0            | 0            | 0       | 0         | –        | –         | 0         | 0         |
| F.K. Amkar Perm              | Tổng cộng (2 spells) | Tổng cộng (2 spells)        | 0            | 0            | 0       | 0         | 0        | 0         | 0         | 0         |
| Tổng cộng sự nghiệp          | Tổng cộng sự nghiệp  | Tổng cộng sự nghiệp         | 12           | 0            | 0       | 0         | 0        | 0         | 12        | 0         |